# 아서스 패스

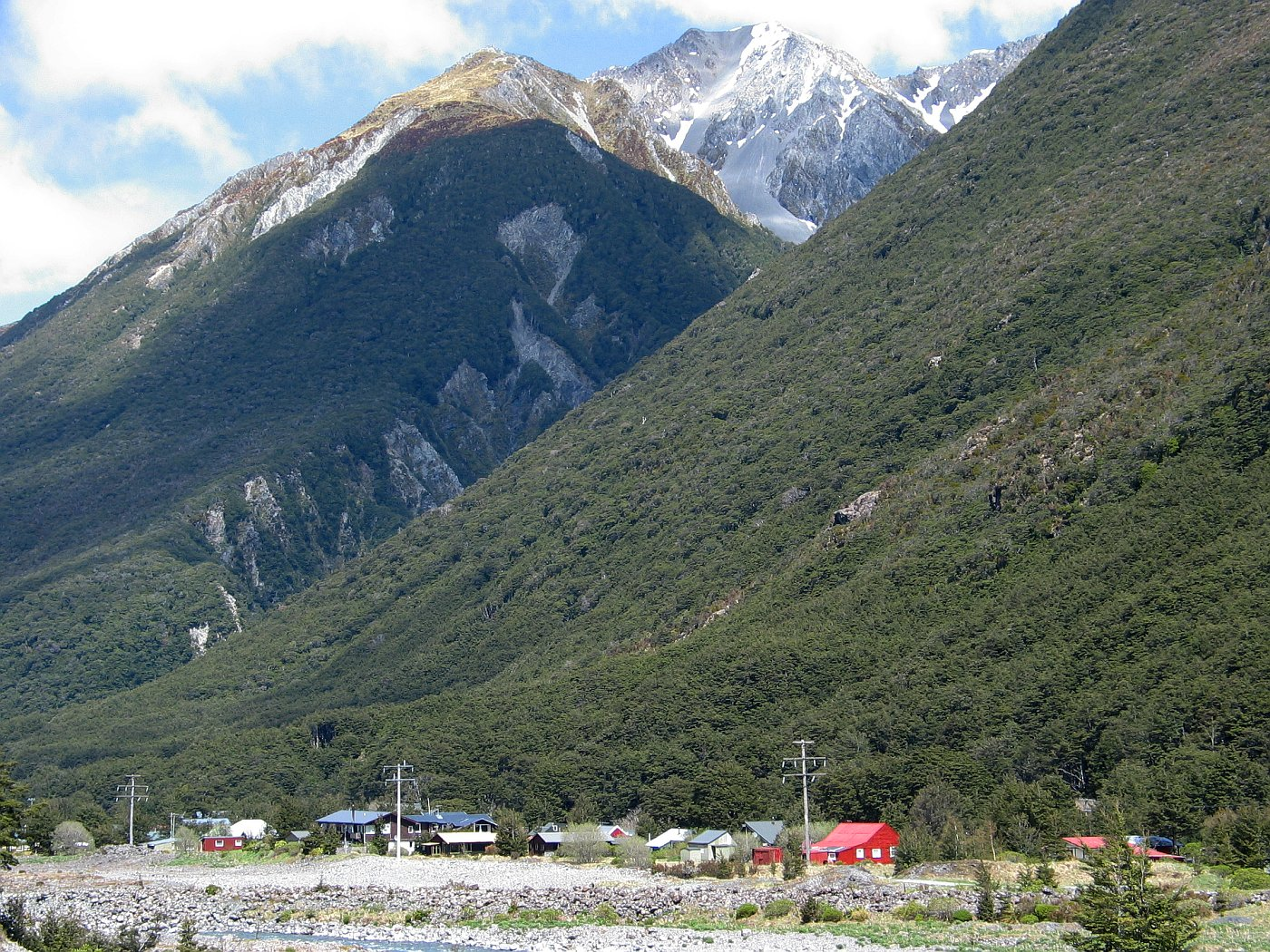
아서스 패스

아서스 패스(Arthur's Pass)는 뉴질랜드 남섬 셀윈에 위치한 서던알프스의 타운이다. 이곳은 아서스 패스 국립공원을 탐험하기 위한 인기 있는 기지이다. 아서스 패스 타운은 아서스 패스 고개 남쪽 약 5km 떨어진 곳에 위치한다. 해발은 740m이며, 너도밤나무 숲에 둘러싸여 있다. 빌리 강이 시내를 관통해서 흐르고 있다.

## 역사
이 타운과 고개의 이름은 아서 더들리 돕슨 경(1841-1934)에게서 따온 것이다. 아서 돕슨은 그는 서해안과 분수령을 이루고 있는 와이마카리리 밖의 쓸만한 고개가 있는 지 알아보기 위해 최고 측량사 토마스 카스에 의해 일하게 되었다. 1864년 그의 형제인 에드워드가 그와 합류를 하여 아티라 강의 계곡으로 동반하게 된다. 아서는 마오리족 사냥꾼들이 사냥을 하는 고개 존재에 대한 정보를 서해안의 마오리족 추장 라타푸히에게 들었다. 아서가 크라이스트처치로 돌아왔을 때, 그는 그가 횡단한 지역의 스케치를 했고, 리포트와 함께 카스에게 제출했다. 아서 돕슨은 그 고개의 이름을 짓지 않았으며, 서쪽으로 매우 가파르다는 것을 알게 되었다.
골드러시가 시작되자, 사업위원회는 캔터베리에서 서해안으로 가는 더 나은 고개를 발견하는 사람에게는 200파운드의 상금을 주겠다고 제안했다. 동시에 아서의 아버지인 에드워드 돕슨이 타라마카우, 와이마카리리, 그리고 후루누이 등의 고개를 조사하기 위해 파견되었다. 그리고 모든 계곡의 머리 부분에 있는 계곡을 조사한 뒤에 아서스 패스가 당시로는 가장 직접 횡단에 적합하다고 보고를 했다.
이 타운은 원래 오티라 터널을 짓기 위한 기지로 건설되었으며, 1908년 1월 14일 시작되었다. 아서스 패스 타운에 철도가 연결된 것은 1914년이었고, 웨스트랜드 부분이 오티라보다는 빠르게 작업되었다. 터널의 건설은 매우 느렸다. 이 터널이 완성된 것은 1923년의 일이었다.
데블스 펀치볼 폭포 아래에 터널 공사와 타운의 전기를 제공하기 위해 발전소가 지어졌다.
1929년에는 아서스 패스 국립공원이 만들어졌다.

## 같이 보기
- 트란츠알파인
- 아서스 패스 국립공원

## 갤러리

아서스 패스의 풍경
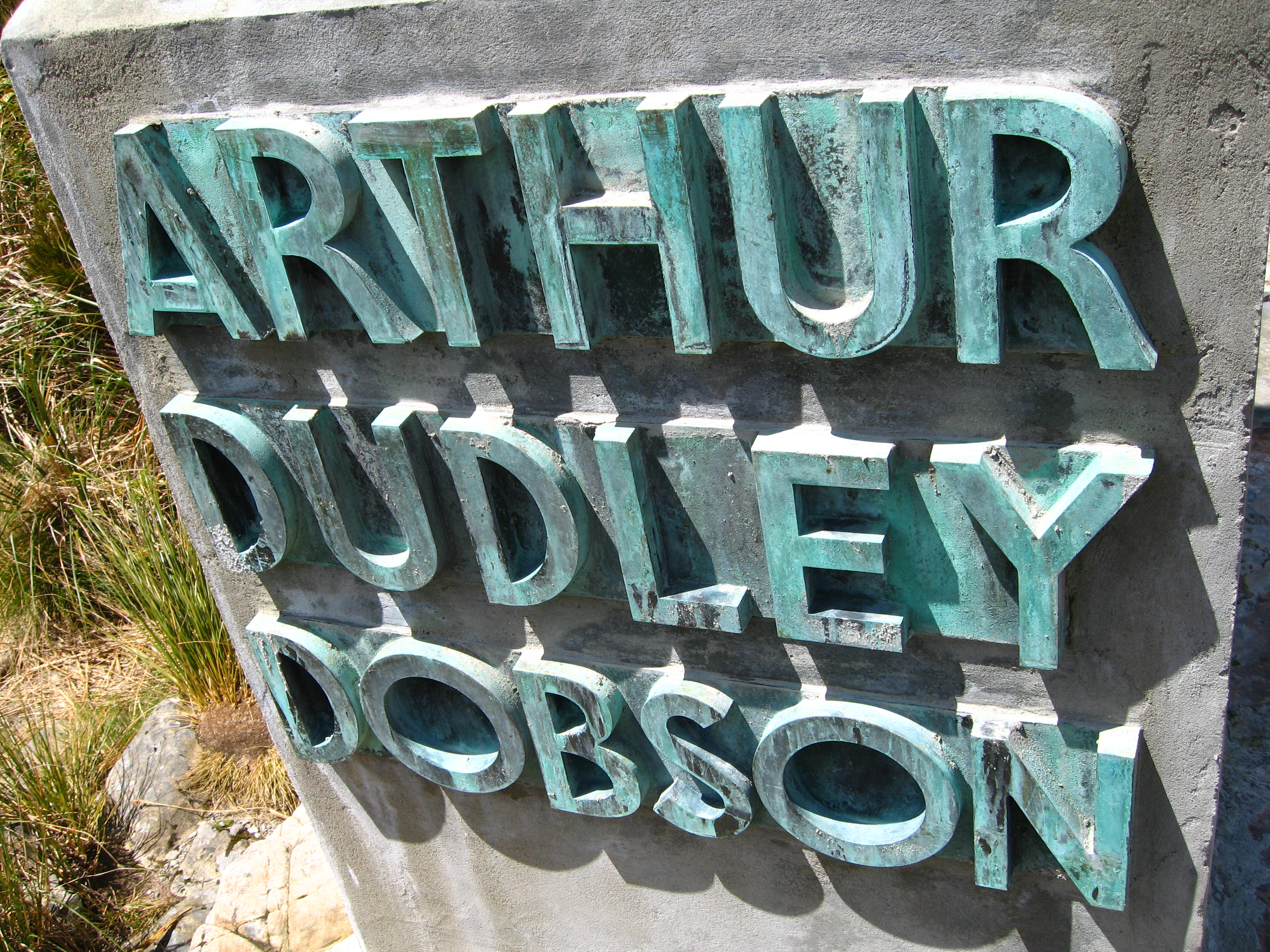
아서스 패스 기념비
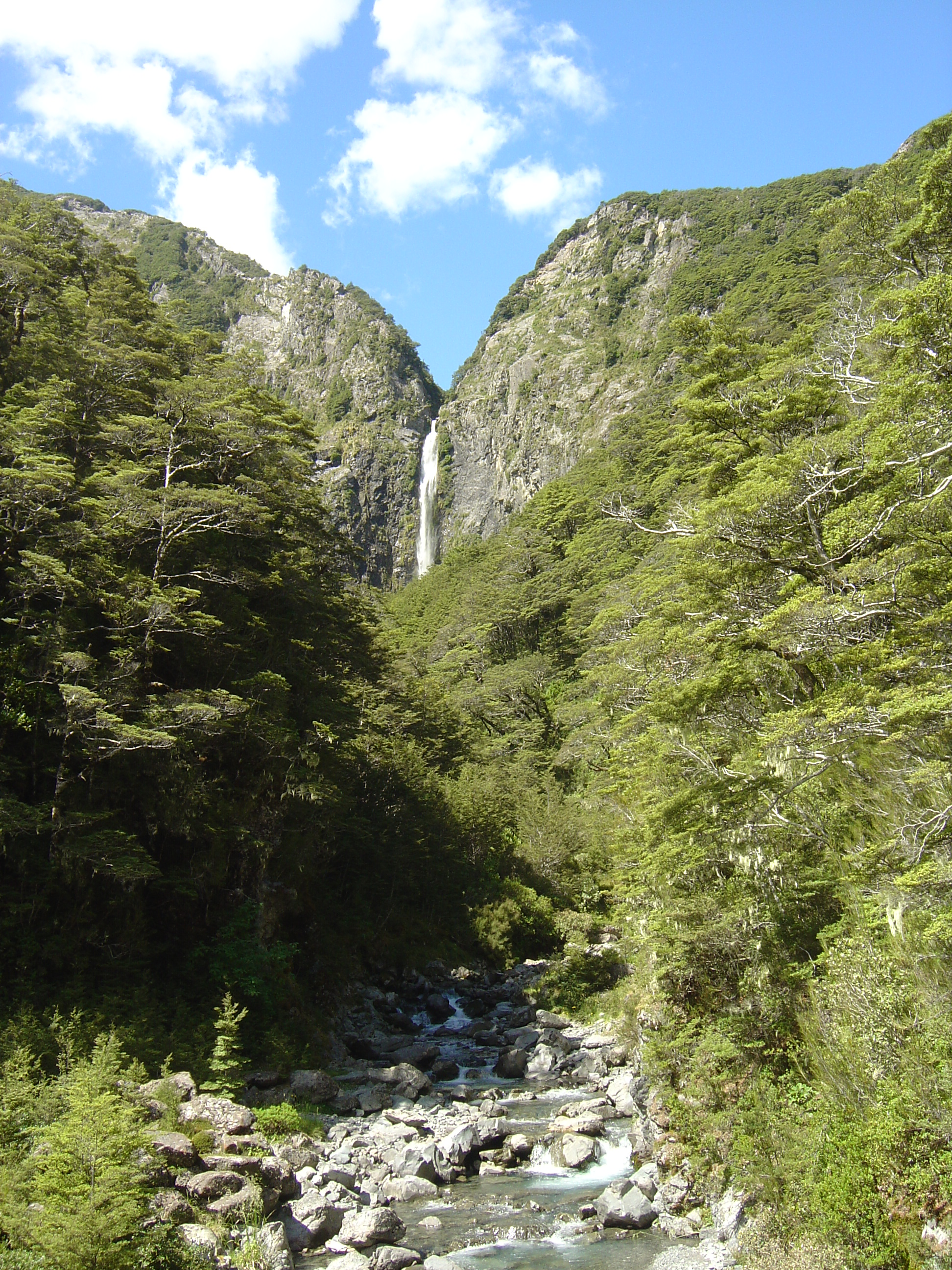
데블스 펀치보울 폭포
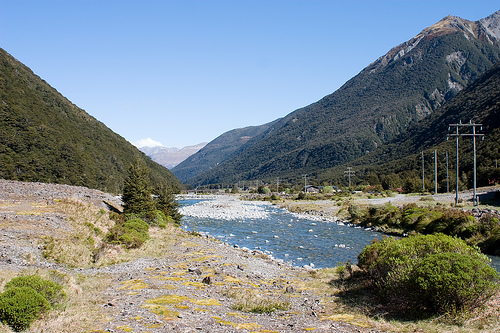
아서스 패스에 있는 빌리 강
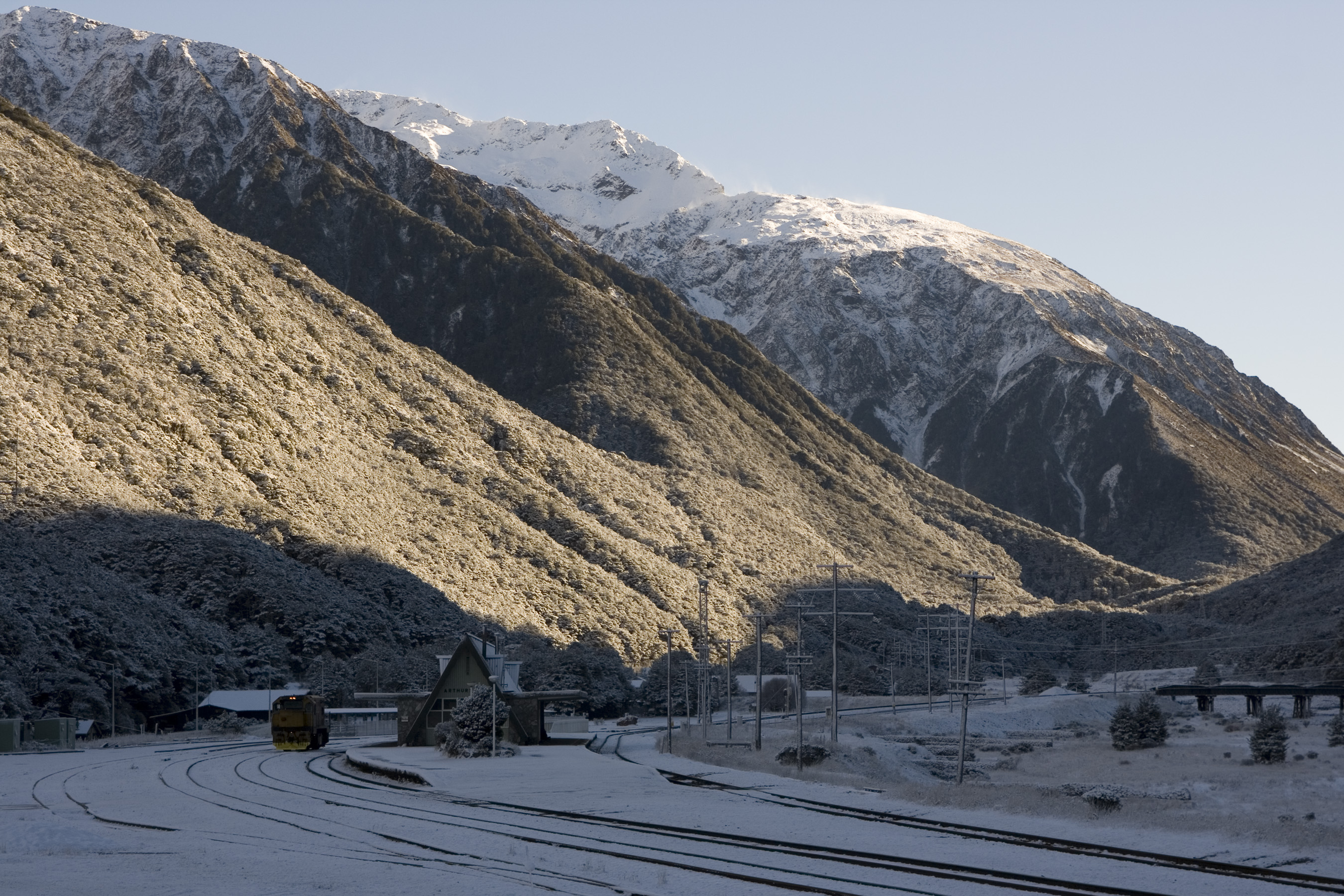
기차역
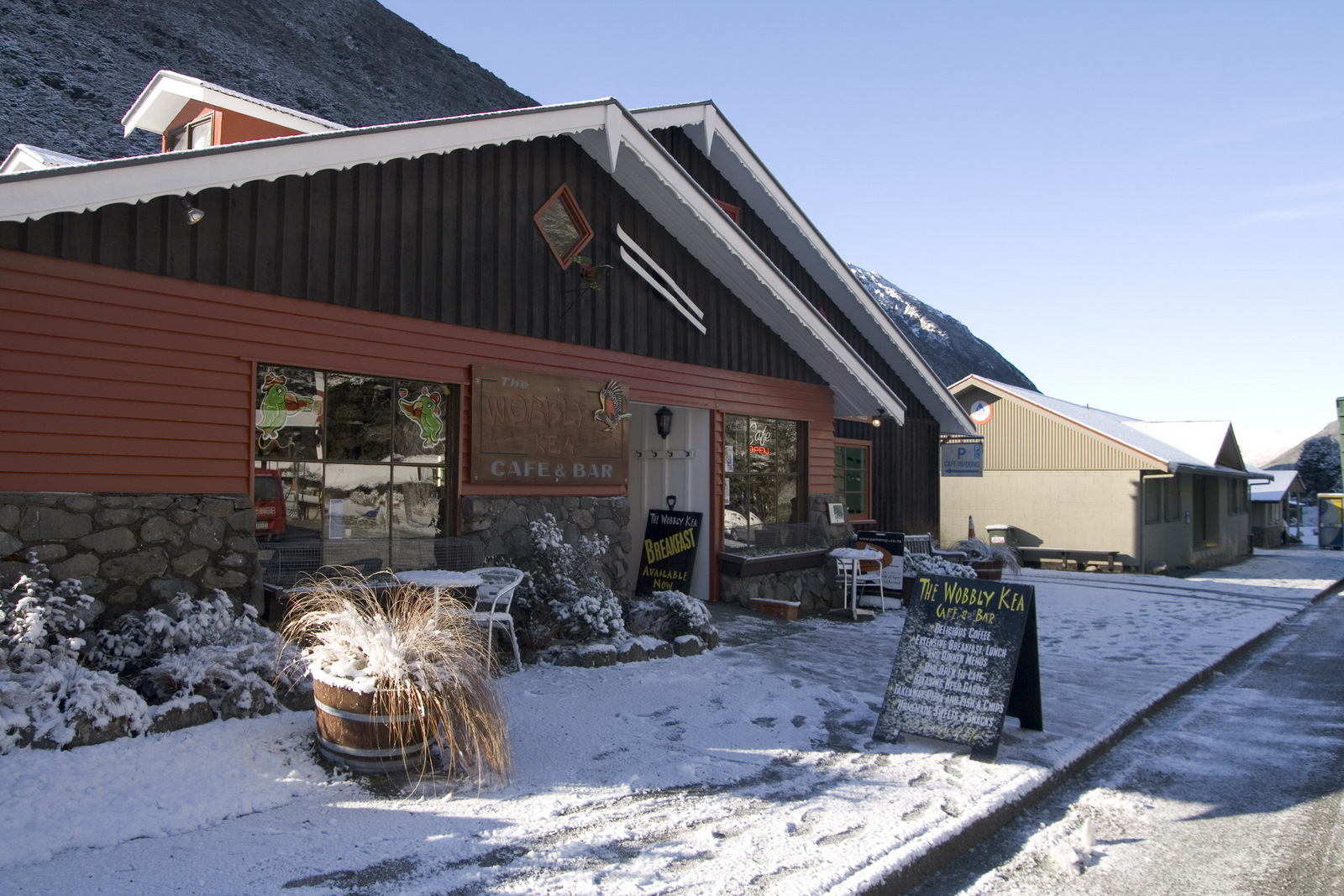
워블리 케아 까페(Wobbly Kea Cafe)